# Траверса (Козенца)
Траверса је насеље у Италији у округу Козенца, региону Калабрија.
Према процени из 2011. у насељу је живело 34 становника. Насеље се налази на надморској висини од 817 м.